# Ulrich Adolph von Holstein (amtmand)
 Der er flere personer med dette navn, se Ulrik Adolf Holstein.
Ulrich Adolph von Holstein (født 30. marts 1803 i Itzehoe, død 17. april 1864 i København) var en dansk amtmand.
Han var en søn af major, toldforvalter og Kirchspielvogt i Kellinghusen Henning Christoph Boëtius von Holstein (18. juni 1764 – 14. august 1844) og Anna Maria f. Steffens (9. januar 1781 – 12. september 1858) og fødtes i Itzehoe, hvor faderen (en sønnesøn af Henning Christopher von Holstein) da var ritmester. Han gik i Roskilde Katedralskole, studerede i Kiel, Heidelberg og Göttingen og tog 1825 juridisk eksamen i Glückstadt, var i nogle år amtssekretær hos amtmændene H.C.D.V. von Levetzow i Husum og C.F. Tillisch i Aabenraa og blev 1832 amtsforvalter og husfoged på Ærø. Under den snart efter opblussende nationalitetskamp stod Holstein fra det første øjeblik afgjort på dansk side, og vælgerne i Ærøskøbing valgte ham til stænderdeputeret i 1842, på en tid, da det forud vidstes, at hårde kampe forestod. For at blive valgbar havde Holstein måttet lade sig tilskøde en fast ejendom, men stænderne gik ud fra, at det var en proformahandel, og kasserede hans valg. At den egentlige grund til forkastelsen var politiske motiver, er hævet over enhver tvivl.
1845 udnævntes Holstein til amtsforvalter i Tønder, men måtte ved oprørets udbrud i 1848 forlade sit embede og boede i København, indtil han i september 1849 blev adjungeret F.F. Tillisch som kasserevisor. Året efter blev han amtsforvalter i Flensborg, stempelpapirforvalter og kammerherre og 1856 amtmand i Gottorp og Hytten Amter samt overstaller i landskabet Stabelholm. Allerede forinden var han i 6. kreds valgt til medlem af Rigsrådet og sad i dette i samlingerne 1856, 1858, 1859, 1862 og 1863; i de 3 sidste samlinger var han kongevalgt vicepræsident. I Slesvig stænder var han i samlingen 1857 kongelig kommissarius.
Dagen efter, at den danske Hær 1864 var draget fra Dannevirke, tvang pøbelen i Slesvig by ham ved trussel om voldsanvendelse til at forlade sit embede. Syg og svag måtte han gøre den anstrengende rejse midt om vinteren over Rostock og Ystad til København, hvor han døde 17. april 1864.
Han havde 27. maj 1835 ægtet Cathrine Amalie Gøtzsche (19. april 1815 – 6. februar 1894), datter af præsten i Ærøskøbing Carl Christian Gøtzsche.